# Industrie- und Handelskammer Bodensee-Oberschwaben
Die Industrie- und Handelskammer Bodensee-Oberschwaben ist eine deutsche Industrie- und Handelskammer mit Sitz in Weingarten.

## Organisation und Kammerbezirk
Der Kammerbezirk umfasst den Bodenseekreis, den Landkreis Ravensburg und den Landkreis Sigmaringen.

## Geschichte
Mit Schreiben vom 18. Januar 1866 baten die bürgerlichen Kollegien der Stadt Ravensburg beim Innenministerium um die Genehmigung einer Handels- und Gewerbekammer in Ravensburg. Diesem Wunsch folgte König Karl und genehmigte am 14. März 1866 die Bildung der Handels- und Gewerbekammer Ravensburg. Die Umsetzung erfolgte mit Erlass des Innenministeriums vom 17. März 1866. Handels- und Gewerbekammer bedeutete, dass die Kammer auch für das Handwerk zuständig war.
Bei den ersten Kammerwahlen beteiligten sich 375 der 401 Wahlberechtigten und wählten folgende 9 Mitglieder der Kammer:
- als Vertreter des Handelsstandes
  - Fr. Dorn, Kaufmann in Ravensburg
  - Jos. Pischl sen., Kaufmann in Saulgau und Vorstand des Gewerbevereins
  - von Ruepprecht, Kaufmann in Friedrichshafen
- als Vertreter des Fabrikantenstandes
  - Albert Fürnkorn, Weißwarenfabrikant in Weingarten
  - Fr. Wiener, Wollspinnereibesitzer in Ravensburg
- Chr. Springer, Seidenzwirnspinnereibesitzer in Isny, Vorstand des Gewerbeschulrats
- als Vertreter des Gewerbestandes
  - G.F. Staib sen., Tonwarenfabrikant in Ravensburg, Vorstand des Gewerbevereins
  - Peter Kutter, Schönfärber in Ravensburg
  - Jacob Rahmer, Gutspächter auf dem Schäferhof bei Tettnang

Die konstituierende Sitzung fand am 31. Januar 1867 statt. G.F. Staib wurde zum Vorsitzenden gewählt.
Mit dem württembergischen Kammergesetz vom 4. Juli 1874 wurden den Kammern die direkte Wahl und die finanzielle Selbstständigkeit übertragen. Das Gesetz betreffend die Handelskammern vom 30. Juli 1899 regelte, dass die Kammern juristische Personen wurden. Auch wurde der Name einheitlich in Handelskammer geändert, aus der Handels- und Gewerbekammer Ravensburg wurde die Handelskammer Ravensburg.
Eine weitere Ausweitung der Kompetenzen erfolgte mit der württembergischen Verfassung von 1906. Danach wählten die württembergischen Handelskammern zwei Vertreter in die erste Kammer der Ständeversammlung (auch wenn die Ravensburger Kammer keinen der beiden stellen konnte).
Sehr spät, nämlich erst mit das Gesetz des württembergischen Staatsministerium vom 8. Juni 1934 erfolgte die Umbenennung in Industrie- und Handelskammer Ravensburg. Bereits mit der Machtergreifung der Nationalsozialisten war die Kammer 1933 gleichgeschaltet worden. Die Selbstverwaltung der Wirtschaft wurde abgeschafft und das Führerprinzip eingeführt. Der Kammerpräsident wurde nun ernannt und ernannte wiederum die Kammermitglieder.
Mit Verordnung vom 31. Juli 1934 wurde die IHK Ravensburg aufgehoben und wurde als Nebenstelle der Industrie- und Handelskammer Ulm weiterbetrieben. Mit der Gauwirtschaftskammerverordnung vom 20. April 1942 wurden die Industrie- und Handelskammer aufgehoben und in die Gauwirtschaftskammern (hier die Gauwirtschaftskammer Württemberg-Hohenzollern) eingegliedert.
Nach dem Zweiten Weltkrieg erließ die Regierung von Württemberg-Hohenzollern am 15. Juni 1946 die Rechtsanordnung über Aufbau und Aufgaben der Wirtschaftsverwaltung und der Selbstverwaltung der Wirtschaft auf dem Gebiet der gewerblichen Wirtschaft. Damit entstand die Industrie- und Handelskammer Ravensburg neu und war zusätzlich für den Landkreis Biberach zuständig.
Mit der Kammersatzung vom 25. März 1958 wurde der Name der Kammer in Oberschwäbische Industrie- und Handelskammer Ravensburg geändert.

## Präsidenten
- 1867–1872: G.F. Staib sen., Kommerzienrat, Tonwarenfabrikant in Ravensburg
- 1872–1879: F. Wiener, Wallspinnereibesitzer, Ravensburg
- 1879: C.F. Autenrieth, Fabrikant, Weingarten
- 1879–1881: J. Theilheimer, Bankier, Bankgeschäft Theilheimer, Ravensburg
- 1881–1884: Christian Ulrich Springer, Kommerzienrat, Seidenzwirnerei, Isny
- 1884–1890: Peter Kutter, Kommerzienrat, Schönfärber, Ravensburg
- 1891–1900: Carl Sterkel, Kommerzienrat, Parkettfabrik Carl Sterkel, Ravensburg
- 1900–1902: Wilhelm Ehrle, Kommerzienrat, Bankgeschäft Ehrle & Co., Ravensburg
- 1902–1920: Albert Schwarz, Kommerzienrat, Gardinenfabrikant, Ravensburg
- 1920–1933: Wendelin Ruile, Brauereidirektor, Bürgerliches Brauhaus AG, Ravensburg
- 1933: Dr. Emil Degerdon, Fabrikant, Fa. Bleicherei und Appreturanstalt Schönreute
- 1933–1942: Robert Möhrlin, Kaufmann, Textilwaren, Ravensburg
- 1945–1947: Otto Kreeb, Direktor, Fa. Maschinenfabrik Ravensburg AG, Ravensburg
- 1947–1955: Eugen Doertenbach, Fabrikant, Fa. Doertenbach Textil-Compagnie mbH, Isny
- 1955–1965: Dr. Franz Wiedemann, Fabrikant, Fa. Adler-Käse-Werke Gebr. Wiedemann, Wangen
- 1965–?: Eugen Schwab, Direktor, Fa. Escher Wyss GmbH, Ravensburg
- 1993–1998: Otto Julius Maier, Ravensburger
- 1998–2008: Jürgen Winterhalter
- 2008–2018: Heinrich Grieshaber, Grieshaber Logistik GmbH
- seit 2018: Martin Buck